# Tamamura
Tamamura (玉村町?) è una cittadina giapponese della prefettura di Gunma.